# سبدنشین بیابانی
سبدنشین بیابانی (نام علمی: Cisticola aridulus) نام یک گونه از سرده سبدنشین است.